# CEV Champions League 2010-2011 (maschile)
La CEV Champions League 2010-2011 è stata la 52ª edizione del massimo torneo pallavolistico europeo, e come ogni anno è stata organizzata dalla Confédération Européenne de Volleyball (CEV).
Il torneo ha preso il via il 16 novembre 2010, con la prima giornata della fase a gironi, ed è terminato il 27 marzo 2011 con la disputa delle finali al Palaonda di Bolzano.

## Sistema di qualificazione
All'edizione del 2010-2011 prendono parte 24 squadre provenienti dalle 54 federazioni affiliate alla CEV. Per ogni federazione partecipa un certo numero di club a seconda della Ranking List aggiornata annualmente; federazioni con un coefficiente maggiore avranno più club rispetto a quelle con un punteggio minore. Il massimo di compagini per ogni nazione è di tre, privilegio riservato per questa edizione solo all'Italia. Con questo metodo vengono scelte 22 formazioni, mentre le ultime 2 verranno inserite tramite "wild cards" a discrezione della CEV.

Di seguito è riportato lo schema di qualificazione (su base Ranking List 2010):
- Posizione 1 ( Italia): 3 squadre
- Posizioni 2-7 ( Russia,  Grecia,  Polonia,  Francia,  Belgio,  Germania): 2 squadre
- Posizioni 8-14 ( Spagna,  Turchia,  Austria,  Paesi Bassi,  Slovenia,  Serbia,  Rep. Ceca): 1 squadra

Nonostante il Ranking CEV, non sono state invitate squadre dai Paesi Bassi e dalla Repubblica Ceca. Le wild cards sono state assegnate alla Russia, al Montenegro, alla Bulgaria e alla Romania.

## Eventi
Le partite della prima fase si svolsero nelle date stabilite, ad esclusione di due match del girone D: Skra Bełchatów e Trentino BetClic anticiparono i rispettivi incontri del quarto turno rispettivamente al 12 e al 13 dicembre, per permettere loro di partecipare alla Coppa del Mondo per club, in programma a Doha dal 15 e al 21 dicembre. La Dinamo Mosca (girone F), anch'essa partecipante alla competizione iridata, ha invece anticipato il suo incontro del quarto turno alle ore 12:00 (MSK) del 14 dicembre.

## Date

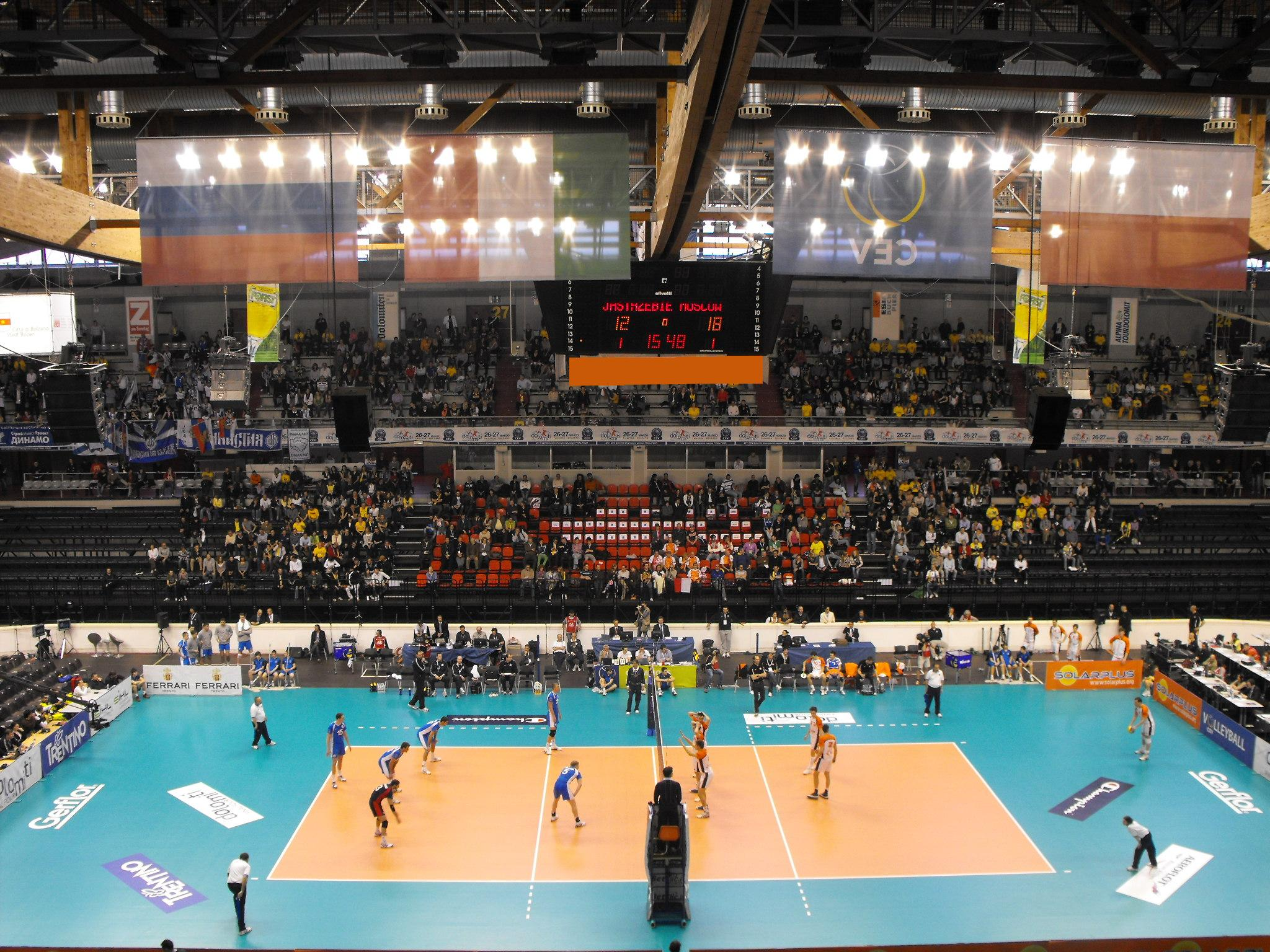
Jastrzębski Węgiel-Dinamo Mosca, Finale 3º - 4º posto

| 25 giugno 2010      | Sorteggio fase a gironi         |
| 16-18 novembre 2010 | Fase a gironi, prima giornata   |
| 23-25 novembre 2010 | Fase a gironi, seconda giornata |
| 7-9 dicembre 2010   | Fase a gironi, terza giornata   |
| 14-16 dicembre 2010 | Fase a gironi, quarta giornata  |
| 4-6 gennaio 2011    | Fase a gironi, quinta giornata  |
| 12 gennaio 2011     | Fase a gironi, sesta giornata   |
| 14 gennaio 2011     | Sorteggio fase finale           |
| 1º-3 febbraio 2011  | Playoff a 12, andata            |
| 8-9 febbraio 2011   | Playoff a 12, ritorno           |
| 1º-3 marzo 2011     | Playoff a 6, andata             |
| 8-10 marzo 2011     | Playoff a 6, ritorno            |
| 26 marzo 2011       | Final Four, semifinali          |
| 27 marzo 2011       | Final Four, finali              |

## Fase a gironi
Il sorteggio per la definizione dei gironi della prima fase si è tenuto il 25 giugno 2010 a Vienna, contemporaneamente con la definizione dei gironi della Champions League femminile.

### Gironi
| Gruppo A - Zenit Kazan - AS Cannes - Generali Unterhaching - CSKA Sofia Gruppo B - Bre Banca Lannutti Cuneo - Maaseik - Cai Teruel - Radnički Kragujevac Gruppo C - Olympiakos - Jastrzębski Węgiel - ACH Volley Bled - Budvanska Rivijera Budva | Gruppo D - PGE Skra Bełchatów - Trentino BetClic - VfB Friedrichshafen - Remat Zalău Gruppo E - Tours VB - Lokomotiv-Belogor'e - Fenerbahçe Istanbul - Sisley Treviso Gruppo F - Knack Randstad Roeselare - Panathīnaïkos - Hypo Tirol Innsbruck - Dinamo Mosca |

### Risultati
| Gruppo A |                     |     |                                   |
|          |                     |     |                                   |
| 17-11    | Unterhaching-Sofia  | 3-0 | 25-18, 25-18, 25-14               |
| 16-11    | Cannes-Kazan        | 0-3 | 22-25, 20-25, 21-25               |
| 24-11    | Kazan-Unterhaching  | 3-0 | 25-14, 25-18, 25-21               |
| 24-11    | Sofia-Cannes        | 3-2 | 21-25, 25-17, 27-25, 18-25, 15-6  |
| 8-12     | Unterhaching-Cannes | 3-1 | 25-27, 25-20, 25-18, 25-19        |
| 8-12     | Sofia-Kazan         | 3-2 | 25-23, 16-25, 25-23, 22-25, 15-10 |
| 15-12    | Kazan-Sofia         | 3-0 | 25-8, 25-19, 25-23                |
| 14-12    | Cannes-Unterhaching | 0-3 | 24-26, 21-25, 24-26               |
| 5-1      | Cannes-Sofia        | 3-2 | 20-25, 25-19, 22-25, 25-15, 16-14 |
| 5-1      | Unterhaching-Kazan  | 2-3 | 25-20, 23-25, 22-25, 25-22, 8-15  |
| 12-1     | Kazan-Cannes        | 2-3 | 25-20, 23-25, 24-26, 25-19, 13-15 |
| 12-1     | Sofia-Unterhaching  | 3-2 | 23-25, 25-22, 23-25, 25-23, 15-10 |

| Gruppo B |                       |     |                                   |
|          |                       |     |                                   |
| 17-11    | Cai Teruel-Cuneo      | 2-3 | 16-25, 25-20, 25-23, 21-25, 12-15 |
| 18-11    | Kragujevac-Maaseik    | 1-3 | 18-25, 16-25, 25-23, 19-25        |
| 23-11    | Maaseik-Cai Teruel    | 3-1 | 25-17, 25-15, 24-26, 25-20        |
| 24-11    | Cuneo-Kragujevac      | 3-0 | 25-21, 25-20, 25-12               |
| 8-12     | Cai Teruel-Kragujevac | 3-0 | 25-17, 25-16, 25-15               |
| 8-12     | Cuneo-Maaseik         | 3-0 | 25-18, 25-19, 25-17               |
| 14-12    | Maaseik-Cuneo         | 3-1 | 25-22, 15-25, 25-18, 25-23        |
| 15-12    | Kragujevac-Cai Teruel | 1-3 | 23-25, 27-25, 19-25, 14-25        |
| 5-1      | Kragujevac-Cuneo      | 0-3 | 19-25, 20-25, 18-25               |
| 6-1      | Cai Teruel-Maaseik    | 1-3 | 28-30, 28-26, 19-25, 22-25        |
| 12-1     | Maaseik-Kragujevac    | 3-0 | 25-16, 25-14, 25-16               |
| 12-1     | Cuneo-Cai Teruel      | 3-1 | 24-26, 25-20, 25-18, 25-22        |

| Gruppo C |                            |     |                                   |
|          |                            |     |                                   |
| 17-11    | Rivijera Budva-Olympiacos  | 3-0 | 27-25, 25-21, 25-20               |
| 17-11    | Jastrzębski-Bled           | 1-3 | 22-25, 21-25, 25-21, 26-28        |
| 24-11    | Bled-Rivijera Budva        | 3-0 | 25-21, 25-19, 25-16               |
| 24-11    | Olympiacos-Jastrzębski     | 3-2 | 28-26, 25-22, 23-25, 17-25, 15-13 |
| 8-12     | Rivijera Budva-Jastrzębski | 3-2 | 25-20, 28-26, 23-25, 24-26, 16-14 |
| 8-12     | Olympiacos-Bled            | 2-3 | 20-25, 25-22, 25-20, 31-33, 9-15  |
| 14-12    | Bled-Olympiacos            | 3-2 | 25-20, 25-21, 23-25, 23-25, 15-11 |
| 15-12    | Jastrzębski-Rivijera Budva | 3-0 | 25-23, 25-20, 25-13               |
| 5-1      | Jastrzębski-Olympiacos     | 3-0 | 25-23, 25-20, 25-22               |
| 5-1      | Rivijera Budva-Bled        | 3-2 | 25-22, 21-25, 25-17, 15-25, 15-12 |
| 12-1     | Bled-Jastrzębski           | 0-3 | 21-25, 21-25, 23-25               |
| 12-1     | Olympiacos-Rivijera Budva  | 2-3 | 26-24, 17-25, 25-17, 28-30, 6-15  |

| Gruppo D |                           |     |                                   |
|          |                           |     |                                   |
| 17-11    | Zalău-Bełchatów           | 0-3 | 23-25, 21-25, 18-25               |
| 17-11    | Trentino-Friedrichshafen  | 3-2 | 18-25, 25-18, 23-25, 25-22, 15-10 |
| 24-11    | Friedrichshafen-Zalău     | 3-1 | 23-25, 25-19, 25-15, 25-11        |
| 24-11    | Bełchatów-Trentino        | 3-0 | 31-29, 25-18, 25-22               |
| 8-12     | Zalău-Trentino            | 0-3 | 15-25, 14-25, 20-25               |
| 8-12     | Bełchatów-Friedrichshafen | 3-0 | 25-22, 25-21, 25-21               |
| 12-12    | Friedrichshafen-Bełchatów | 0-3 | 20-25, 19-25, 18-25               |
| 13-12    | Trentino-Zalău            | 3-0 | 25-18, 25-22, 25-23               |
| 5-1      | Trentino-Bełchatów        | 3-1 | 25-23, 25-23, 21-25, 25-16        |
| 6-1      | Zalău-Friedrichshafen     | 0-3 | 23-25, 21-25, 22-25               |
| 12-1     | Friedrichshafen-Trentino  | 3-2 | 23-25, 25-20, 22-25, 25-19, 15-10 |
| 12-1     | Bełchatów-Zalău           | 3-0 | 25-19, 25-14, 25-22               |

| Gruppo E |                   |     |                                   |
|          |                   |     |                                   |
| 17-11    | Belgorod-Tours    | 2-3 | 23-25, 36-34, 23-25,25-18, 10-15  |
| 17-11    | Istanbul-Treviso  | 2-3 | 23-25, 25-20, 26-28, 25-23, 11-15 |
| 25-11    | Treviso-Belgorod  | 0-3 | 25-27, 20-25, 15-25               |
| 25-11    | Tours-Istanbul    | 1-3 | 25-21, 22-25, 22-25, 23-25        |
| 7-12     | Belgorod-Istanbul | 3-0 | 26-24, 25-23, 25-19               |
| 8-12     | Tours-Treviso     | 3-2 | 24-26, 27-25, 19-25, 25-22, 18-16 |
| 16-12    | Treviso-Tours     | 2-3 | 25-20, 23-25, 23-25, 29-27, 14-16 |
| 15-12    | Istanbul-Belgorod | 1-3 | 25-20, 18-25, 21-25, 23-25        |
| 5-1      | Istanbul-Tours    | 0-3 | 21-25, 22-25, 23-25               |
| 5-1      | Belgorod-Treviso  | 3-1 | 25-20, 19-25, 25-20, 25-21        |
| 12-1     | Treviso-Istanbul  | 3-1 | 26-28, 25-23, 25-22, 26-24        |
| 12-1     | Tours-Belgorod    | 3-0 | 25-19, 25-15, 25-19               |

| Gruppo F |                     |     |                                   |
|          |                     |     |                                   |
| 17-11    | Roeselare-Innsbruck | 3-2 | 22-25, 25-23, 22-25, 25-20, 15-9  |
| 17-11    | Atene-Mosca         | 2-3 | 28-30, 21-25, 27-25, 25-22, 15-17 |
| 23-11    | Mosca-Roeselare     | 3-1 | 17-25, 25-18, 25-23, 25-20        |
| 25-11    | Innsbruck-Atene     | 3-1 | 25-17, 30-32, 25-17, 25-17        |
| 8-12     | Roeselare-Atene     | 3-2 | 25-17, 25-16, 21-25, 20-25, 15-9  |
| 9-12     | Innsbruck-Mosca     | 0-3 | 18-25, 24-26, 18-25               |
| 14-12    | Mosca-Innsbruck     | 3-1 | 25-21, 25-20, 23-25, 25-15        |
| 14-12    | Atene-Roeselare     | 3-0 | 25-23, 25-16, 25-23               |
| 4-1      | Atene-Innsbruck     | 0-3 | 23-25, 25-27, 30-32               |
| 5-1      | Roeselare-Mosca     | 3-1 | 25-23, 25-21, 20-25, 25-16        |
| 12-1     | Mosca-Atene         | 3-0 | 25-22, 25-23, 25-23               |
| 12-1     | Innsbruck-Roeselare | 0-3 | 26-28, 20-25, 21-25               |

### Classifica gironi
| Gruppo A | Gruppo A     | Gruppo A | Partite | Partite | Set | Set | Set   | Punti Set | Punti Set | Punti Set |
| #        | Squadra      | Pt       | V       | P       | V   | P   | Qz    | V         | P         | Qz        |
| -------- | ------------ | -------- | ------- | ------- | --- | --- | ----- | --------- | --------- | --------- |
| 1        | Kazan        | 13       | 4       | 2       | 16  | 8   | 2.000 | 548       | 477       | 1.149     |
| 2        | Unterhaching | 11       | 3       | 3       | 13  | 10  | 1.300 | 513       | 496       | 1.034     |
| 3        | CSKA Sofia   | 7        | 3       | 3       | 11  | 15  | 0.733 | 518       | 567       | 0.914     |
| 4        | Cannes       | 5        | 2       | 4       | 9   | 16  | 0.562 | 527       | 566       | 0.931     |

| Gruppo B | Gruppo B            | Gruppo B | Partite | Partite | Set | Set | Set   | Punti Set | Punti Set | Punti Set |
| #        | Squadra             | Pt       | V       | P       | V   | P   | Qz    | V         | P         | Qz        |
| -------- | ------------------- | -------- | ------- | ------- | --- | --- | ----- | --------- | --------- | --------- |
| 1        | Maaseik             | 15       | 5       | 1       | 15  | 7   | 2.143 | 522       | 462       | 1.130     |
| 2        | Cuneo               | 14       | 5       | 1       | 16  | 6   | 2.667 | 520       | 439       | 1.185     |
| 3        | Teruel              | 7        | 2       | 4       | 11  | 13  | 0.846 | 535       | 543       | 0.985     |
| 4        | Radnički Kragujevac | 0        | 0       | 6       | 2   | 18  | 0.111 | 365       | 498       | 0.733     |

| Gruppo C | Gruppo C       | Gruppo C | Partite | Partite | Set | Set | Set   | Punti Set | Punti Set | Punti Set |
| #        | Squadra        | Pt       | V       | P       | V   | P   | Qz    | V         | P         | Qz        |
| -------- | -------------- | -------- | ------- | ------- | --- | --- | ----- | --------- | --------- | --------- |
| 1        | Jastrzębski    | 11       | 3       | 3       | 14  | 9   | 1.556 | 541       | 509       | 1.063     |
| 2        | Bled           | 11       | 4       | 2       | 14  | 11  | 1.273 | 566       | 538       | 1.052     |
| 3        | Rivijera Budva | 9        | 4       | 2       | 12  | 12  | 1.000 | 517       | 530       | 0.975     |
| 4        | Olympiakos     | 5        | 1       | 5       | 9   | 17  | 0.529 | 553       | 600       | 0.922     |

| Gruppo D | Gruppo D        | Gruppo D | Partite | Partite | Set | Set | Set   | Punti Set | Punti Set | Punti Set |
| #        | Squadra         | Pt       | V       | P       | V   | P   | Qz    | V         | P         | Qz        |
| -------- | --------------- | -------- | ------- | ------- | --- | --- | ----- | --------- | --------- | --------- |
| 1        | Bełchatów       | 15       | 5       | 1       | 16  | 3   | 5.333 | 468       | 403       | 1.161     |
| 2        | Trentino        | 12       | 4       | 2       | 14  | 9   | 1.556 | 520       | 490       | 1.061     |
| 3        | Friedrichshafen | 9        | 3       | 3       | 11  | 12  | 0.917 | 504       | 491       | 1.026     |
| 4        | Zalău           | 0        | 0       | 6       | 1   | 18  | 0.056 | 365       | 473       | 0.772     |

| Gruppo E | Gruppo E            | Gruppo E | Partite | Partite | Set | Set | Set   | Punti Set | Punti Set | Punti Set |
| #        | Squadra             | Pt       | V       | P       | V   | P   | Qz    | V         | P         | Qz        |
| -------- | ------------------- | -------- | ------- | ------- | --- | --- | ----- | --------- | --------- | --------- |
| 1        | Lokomotiv-Belogor'e | 13       | 4       | 2       | 14  | 8   | 1.750 | 512       | 491       | 1.043     |
| 2        | Tours               | 12       | 5       | 1       | 16  | 9   | 1.778 | 585       | 560       | 1.045     |
| 3        | Treviso             | 7        | 2       | 4       | 11  | 15  | 0.733 | 587       | 604       | 0.972     |
| 4        | Fenerbahçe Istanbul | 4        | 1       | 5       | 7   | 16  | 0.438 | 522       | 551       | 0.947     |

| Gruppo F | Gruppo F      | Gruppo F | Partite | Partite | Set | Set | Set   | Punti Set | Punti Set | Punti Set |
| #        | Squadra       | Pt       | V       | P       | V   | P   | Qz    | V         | P         | Qz        |
| -------- | ------------- | -------- | ------- | ------- | --- | --- | ----- | --------- | --------- | --------- |
| 1        | Mosca         | 14       | 5       | 1       | 16  | 7   | 2.286 | 545       | 506       | 1.077     |
| 2        | Roeselare     | 10       | 4       | 2       | 13  | 11  | 1.182 | 536       | 513       | 1.045     |
| 3        | Innsbruck     | 7        | 2       | 4       | 9   | 13  | 0.692 | 499       | 522       | 0.956     |
| 4        | Panathīnaïkos | 5        | 1       | 5       | 8   | 15  | 0.533 | 512       | 551       | 0.929     |

## Playoff a 12
I sorteggi per gli accoppiamenti dei playoff a 12 si sono svolti il 14 gennaio 2011 a Lussemburgo alla presenza del comitato esecutivo della CEV. In quest'occasione è stata anche scelta la città italiana di Bolzano come organizzatrice della Final Four. Conseguentemente la squadra della Trentino BetClic, seconda del girone D, è stata qualificata d'ufficio alle semifinali; il suo posto nel sorteggio è stato preso dalla miglior terza della fase a gironi, la squadra montenegrina del Budvanska Rivijera Budva, proveniente dal girone C. Per la prima volta si è deciso di modificare la regola per la qualificazione al turno successivo: non verrà più presa in considerazione la differenza set al termine dei due incontri, ma è ora necessario vincere entrambi gli incontri; in caso di una vittoria per parte, al termine del match di ritorno, verrà disputato il golden set.
| Andata |                          |     |                                  |
|        |                          |     |                                  |
| 2-2    | Cuneo-Belgorod           | 3-0 | 25-23, 25-16, 25-20              |
| 3-2    | Tours-Mosca              | 3-2 | 20-25, 18-25, 25-19, 25-23, 15-6 |
| 2-2    | Roeselare-Bełchatów      | 3-1 | 26-24, 23-25, 25-23, 25-21       |
| 2-2    | Bled-Kazan               | 0-3 | 21-25, 18-25, 16-25              |
| 2-2    | Unterhaching-Jastrzębski | 3-1 | 25-22, 25-20, 20-25, 25-19       |
| 1-2    | Rivijera Budva-Maaseik   | 1-3 | 29-27, 21-25, 22-25, 20-25       |

| Ritorno |                          |     |                                              |
|         |                          |     |                                              |
| 9-2     | Belgorod-Cuneo           | 1-3 | 25-21, 13-25, 21-25, 18-25                   |
| 8-2     | Mosca-Tours              | 3-1 | 25-21, 25-23, 18-25, 25-22 golden set: 15-11 |
| 9-2     | Bełchatów-Roeselare      | 3-0 | 25-21, 25-17, 25-15 golden set: 15-12        |
| 9-2     | Kazan-Bled               | 3-0 | 25-17, 25-22, 25-18                          |
| 8-2     | Jastrzębski-Unterhaching | 3-1 | 25-21, 25-22, 22-25, 25-19 golden set: 15-9  |
| 8-2     | Maaseik-Rivijera Budva   | 3-1 | 25-18, 23-25, 25-17, 28-26                   |

## Playoff a 6
Gli accoppiamenti dei playoff a 6 si sono svolti contemporaneamente a quelli dei playoff a 12, il 14 gennaio. Anche in questa fase vale la nuova regola della doppia vittoria e dell'eventuale golden set. Proprio il golden set ha stabilito alcune delle squadre approdate a questa fase: la Dinamo Mosca e le formazioni polacche dello Skra Bełchatów e dello Jastrzębski Węgiel, quest'ultima allenata dal miglior giocatore del XX secolo Lorenzo Bernardi.
| Andata |                     |     |                                  |
|        |                     |     |                                  |
| 2-3    | Cuneo-Mosca         | 1-3 | 25-21, 22-25, 22-25, 22-25       |
| 2-3    | Bełchatów-Kazan     | 2-3 | 25-17, 27-29, 25-21, 17-25, 8-15 |
| 1-3    | Jastrzębski-Maaseik | 3-2 | 17-25, 25-19, 19-25, 25-23, 15-7 |

| Ritorno |                     |     |                                              |
|         |                     |     |                                              |
| 10-3    | Mosca-Cuneo         | 1-3 | 22-25, 25-23, 17-25, 17-25 golden set: 15-11 |
| 9-3     | Kazan-Bełchatów     | 1-3 | 22-25, 25-17, 23-25, 19-25 golden set: 15-11 |
| 8-3     | Maaseik-Jastrzębski | 3-0 | 25-12, 25-16, 25-23 golden set: 15-17        |

## Final Four
La Final Four si è disputata a Bolzano e la sede degli incontri è stata ritrovata nel Palaonda. Tutte le squadre provenienti dai Playoff 6 si sono qualificate solamente al termine del golden set.
Gli accoppiamenti della Final Four, stabiliti dal regolamento CEV, prevedono che in caso di qualificazione di due squadre della stessa nazione, queste non si incontrino in finale; questo ha fatto sì che Zenit Kazan e Dinamo Mosca si giochino in derby russo una delle semifinali.
|  | Semifinali  | Semifinali  | Semifinali |       |          | Finale             | Finale             | Finale             |  |
|  |             |             |            |       |          |                    |                    |                    |  |
|  | Trentino    | Trentino    | 3          |       |          |                    |                    |                    |  |
|  | Trentino    | Trentino    | 3          |       |          |                    |                    |                    |  |
|  | Jastrzębski | Jastrzębski | 0          |       |          |                    |                    |                    |  |
|  | Jastrzębski | Jastrzębski | 0          |       | Trentino | Trentino           | 3                  |                    |  |
|  |             |             |            |       | Trentino | Trentino           | 3                  |                    |  |
|  |             |             | Kazan      | Kazan | 1        |                    |                    |                    |  |
|  | Kazan       | Kazan       | Kazan      | Kazan | 1        | 3                  |                    |                    |  |
|  | Kazan       | Kazan       |            |       |          | 3                  |                    |                    |  |
|  | Mosca       | Mosca       | 0          |       |          | Finale 3º/4º posto | Finale 3º/4º posto | Finale 3º/4º posto |  |
|  | Mosca       | Mosca       | 0          |       |          |                    |                    |                    |  |
|  |             |             |            |       |          |                    |                    |                    |  |
|  |             |             |            |       |          | Jastrzębski        | Jastrzębski        | 1                  |  |
|  |             |             |            |       |          | Jastrzębski        | Jastrzębski        | 1                  |  |
|  |             |             |            |       |          | Mosca              | Mosca              | 3                  |  |

| Semifinali |                        |     |                     |
|            |                        |     |                     |
| 26-3       | Jastrzębski - Trentino | 0-3 | 16-25, 25-27, 22-25 |
| 26-3       | Mosca - Kazan          | 0-3 | 24-26, 20-25, 21-25 |

| Finale 3º/4º posto |                     |     |                            |
|                    |                     |     |                            |
| 27-3               | Jastrzębski - Mosca | 1-3 | 25-23, 22-25, 16-25, 21-25 |

| Finale |                  |     |                            |
|        |                  |     |                            |
| 27-3   | Trentino - Kazan | 3-1 | 25-17, 20-25, 25-23, 25-20 |

### Premi individuali
| Premio                        | Nazionalità | Giocatore           | Squadra         |
| ----------------------------- | ----------- | ------------------- | --------------- |
| MVP                           | Cuba        | Osmany Juantorena   | Trentino Volley |
| Miglior realizzatore          | Russia      | Maksim Michajlov    | Zenit Kazan     |
| Miglior schiacciatore         | Bulgaria    | Matej Kazijski      | Trentino Volley |
| Miglior ricevitore            | Ungheria    | Péter Veres         | Dynamo Mosca    |
| Miglior giocatore al servizio | Russia      | Sergej Tetjuchin    | Zenit Kazan     |
| Miglior giocatore a muro      | Russia      | Aleksandr Abrosimov | Zenit Kazan     |
| Miglior palleggiatore         | Stati Uniti | Lloy Ball           | Zenit Kazan     |
| Miglior libero                | Italia      | Andrea Bari         | Trentino Volley |